# Uccelli migratori

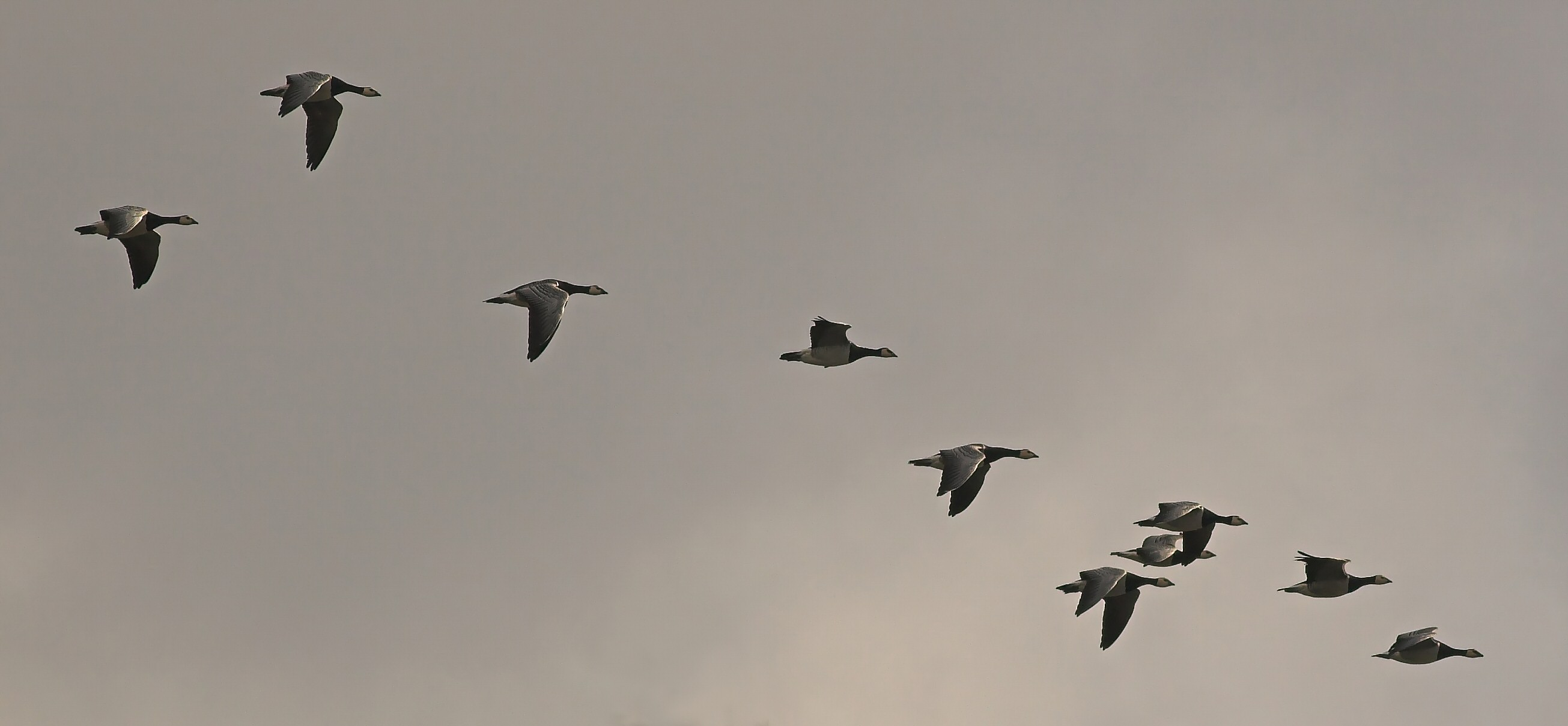
Uno stormo di oche facciabianca durante la migrazione autunnale.

Esempi di rotte migratorie di uccelli a lunga distanza.

La migrazione degli uccelli è uno spostamento stagionale che avviene due volte l'anno tra le aree di nidificazione e quelle di svernamento. Di norma, questo movimento avviene da nord a sud o viceversa. Si tratta di un fenomeno intrinsecamente rischioso, a causa della predazione e dell'elevata mortalità.
La sterna artica detiene il primato per la migrazione a lunga distanza, percorrendo ogni anno il tragitto tra le aree riproduttive dell'Artico e l'Antartide. Alcune specie di procellariformi, come gli albatros, compiono il giro del mondo sorvolando gli oceani australi, mentre altre, come le berte minori atlantiche, migrano per circa 14.000 km tra i siti riproduttivi dell'emisfero nord e l'oceano meridionale. Migrazioni più brevi sono comuni, mentre quelle più lunghe sono relativamente rare. Tra le migrazioni brevi vi sono anche quelle altitudinali, che si svolgono lungo catene montuose come le Ande e l'Himalaya.
Il momento della migrazione sembra essere determinato principalmente dalle variazioni della durata del giorno. Gli uccelli migratori si orientano grazie a segnali celesti provenienti dal Sole e dalle stelle, al campo magnetico terrestre e a mappe mentali.

## Storia

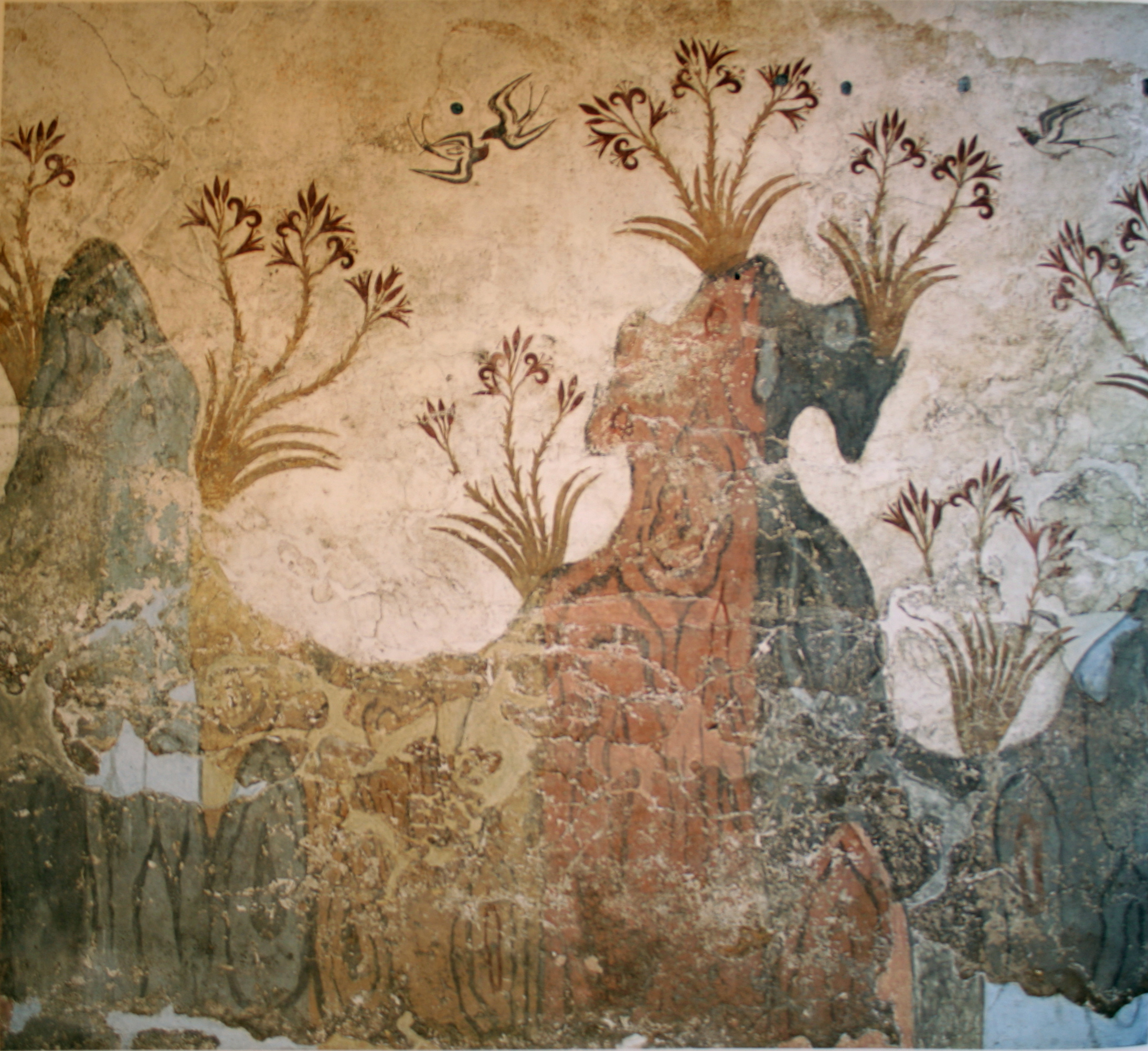
Affresco minoico di rondini in primavera ad Akrotiri, ca. 1500 a.C.

Nel Pacifico, le tecniche tradizionali di orientamento usate dai micronesiani e dai polinesiani indicano che la migrazione degli uccelli era osservata e interpretata da oltre 3.000 anni. Nella tradizione samoana, ad esempio, si narra che il dio Tagaloa inviò sua figlia Sina sulla Terra sotto forma di uccello, il Tuli, per trovare terra emersa; il termine tuli si riferisce in particolare agli uccelli limicoli che segnalano la presenza di terra, spesso identificati con il piviere dorato del Pacifico.
Anche gli scritti degli antichi greci riconoscevano il carattere stagionale degli spostamenti degli uccelli. Aristotele annotò che le gru migravano dalle steppe della Scizia verso le paludi alle sorgenti del Nilo, un'osservazione poi ripresa da Plinio il Vecchio nella sua Naturalis Historia. Tuttavia, lo stesso Aristotele ipotizzava che le rondini e altri uccelli andassero in letargo. Questa credenza persistette fino a tempi sorprendentemente recenti: nel 1878, Elliott Coues elencò ben 182 articoli che trattavano della presunta ibernazione delle rondini. Anche il «molto osservatore» Gilbert White, nella sua The Natural History of Selborne, pubblicata postuma nel 1789, riportava la testimonianza di un uomo che affermava di aver visto rondini in stato torpido all'interno di una scarpata di gesso crollata, sebbene egli stesso non fosse testimone diretto. White tuttavia scriveva che «quanto al ritrovamento di rondini in stato di torpore durante l’inverno nell’Isola di Wight o in qualsiasi parte di questo paese, non ho mai sentito nessun resoconto degno di considerazione», e che, se le rondini arrivate in anticipo «si imbattono in gelo e neve, si ritirano immediatamente per un certo tempo – una circostanza che sembrerebbe più favorevole alla teoria del nascondimento che alla migrazione», poiché dubitava che esse potessero «ritornare per una o due settimane verso latitudini più calde». Solo alla fine del XVIII secolo la migrazione fu accettata come spiegazione per la scomparsa invernale degli uccelli dalle regioni settentrionali. A History of British Birds di Thomas Bewick (Volume 1, 1797) menziona il racconto di «un padrone di nave molto intelligente» che, «tra le isole di Minorca e Maiorca, vide grandi stormi di rondini volare verso nord», e riassume così la situazione in Gran Bretagna:
(Bewick)

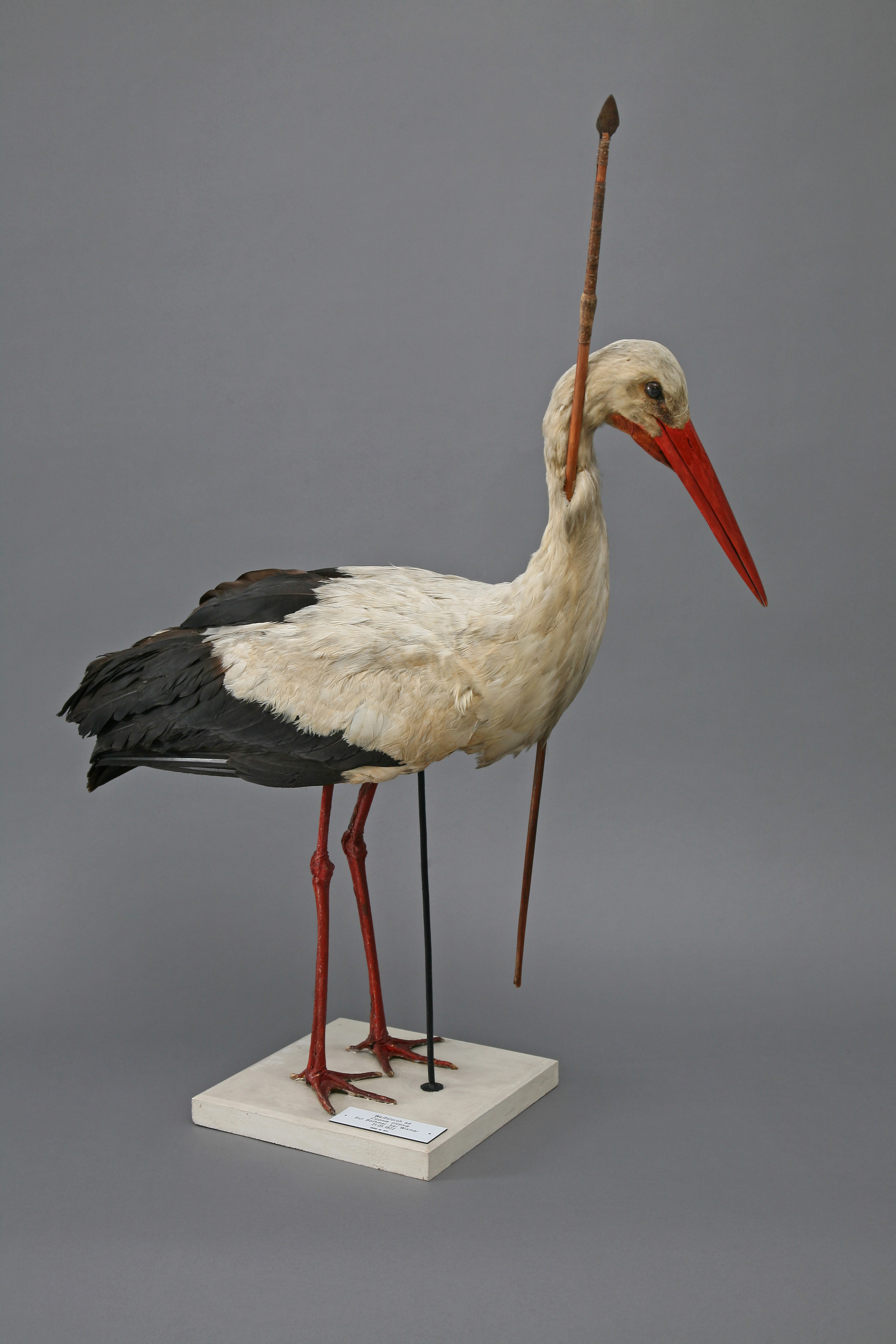
Il Rostocker Pfeilstorch, scoperto nel 1822, ha dimostrato che durante l'inverno gli uccelli migrano anziché andare in letargo o cambiare forma.

Bewick descrive poi un esperimento in cui si riuscì a mantenere in vita delle rondini in Inghilterra per diversi anni, dove restarono calde e asciutte durante l'inverno. E conclude:
(Bewick)
Nel 1822, in Meclemburgo, in Germania, fu trovato un esemplare di cicogna bianca trafitto da una freccia di legno ricavato da un albero dell'Africa centrale, fornendo una delle prime prove concrete della migrazione a lunga distanza delle cicogne. Questo uccello fu chiamato Pfeilstorch, termine tedesco che significa «cicogna frecciata». Da allora, sono stati documentati circa 25 casi simili.

## Caratteristiche generali

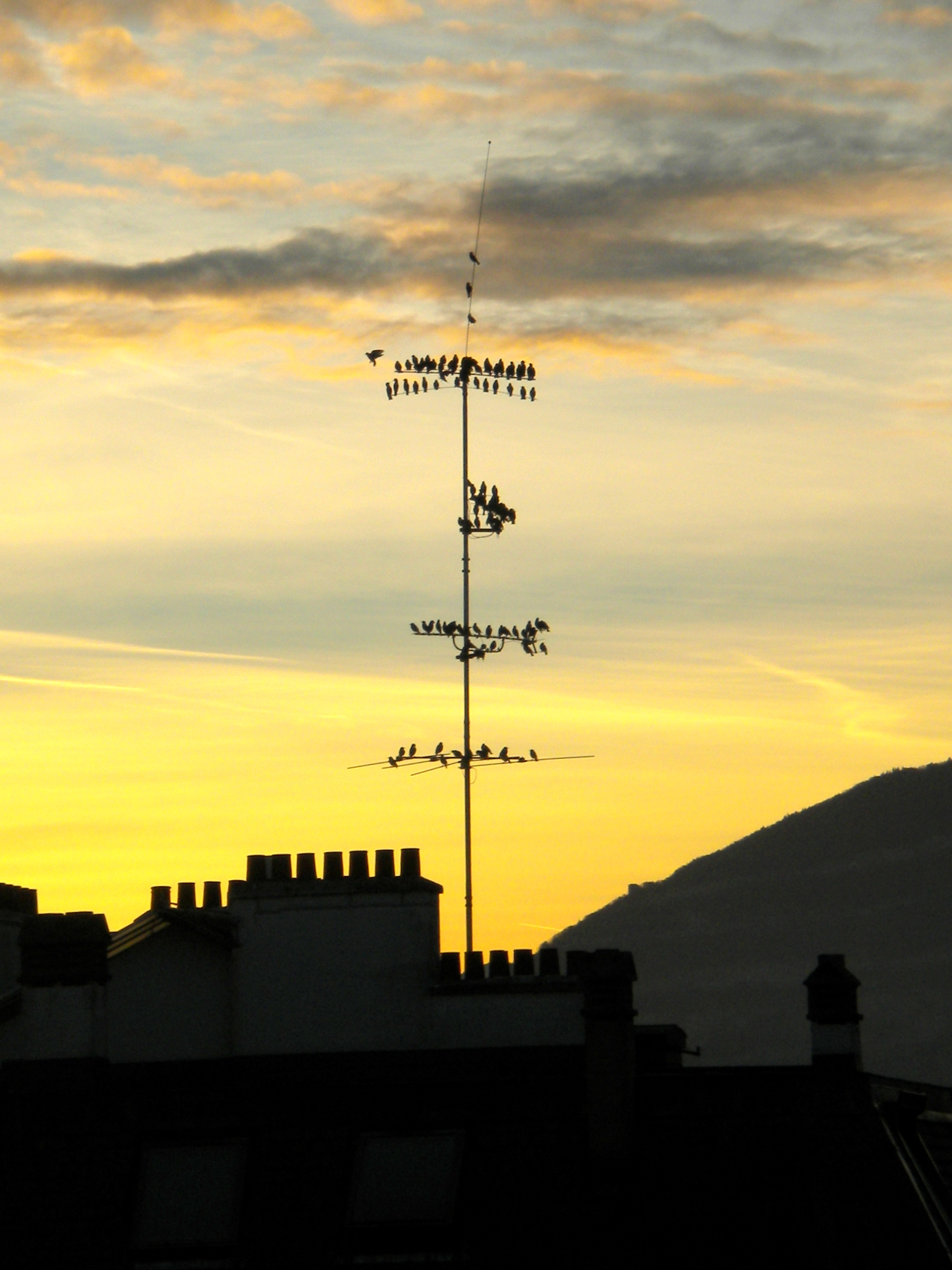
Uno stormo di storni si raduna a Ginevra, in Svizzera, prima di migrare verso sud.

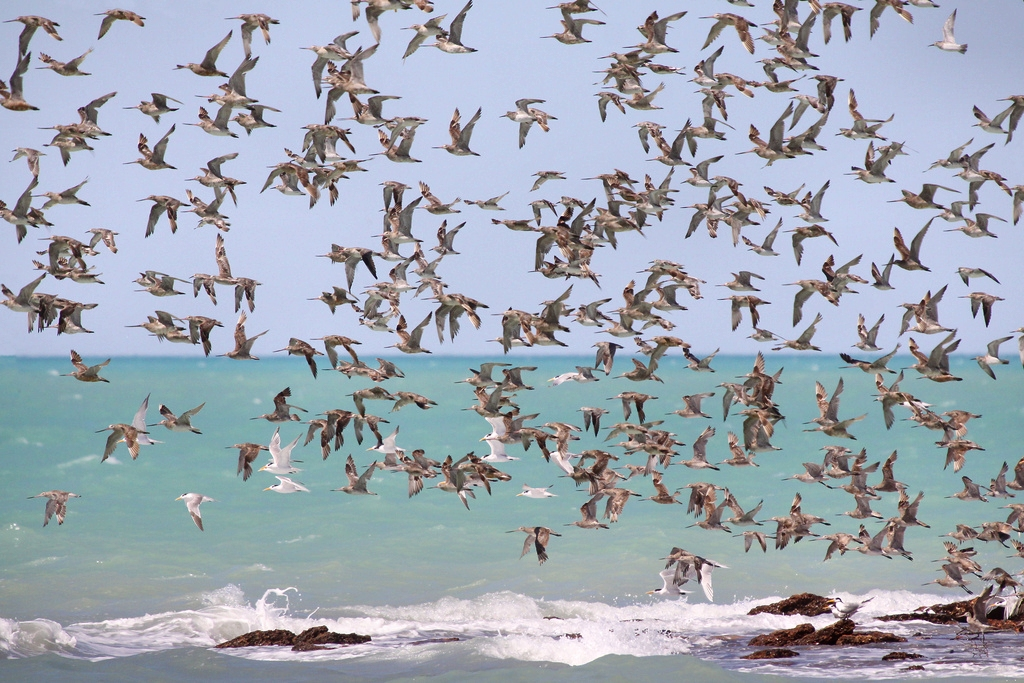
Limicoli migratori a Roebuck Bay, Australia Occidentale.

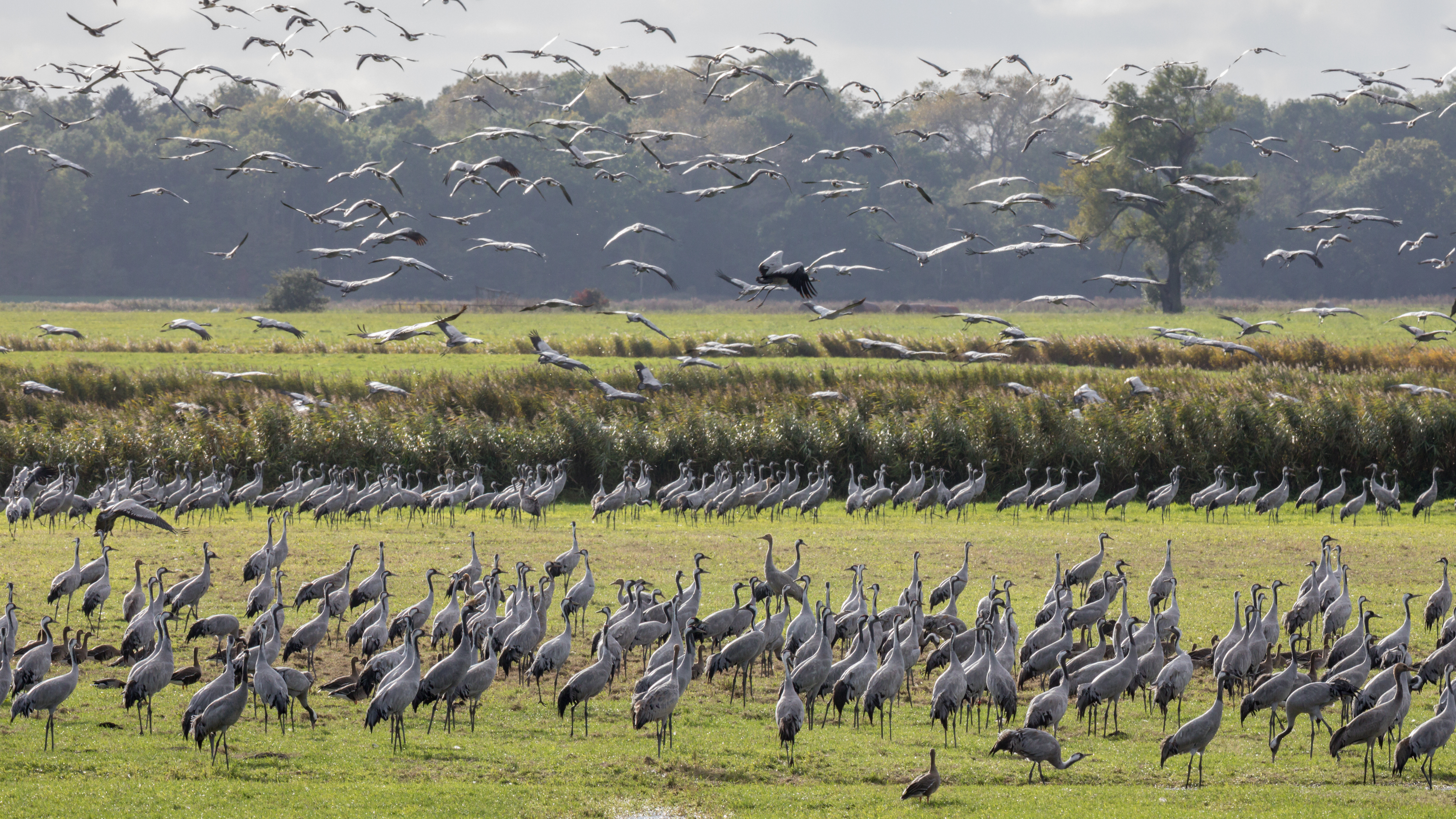
In autunno, enormi quantità di gru cenerine si radunano negli stati federali settentrionali della Germania del Meclemburgo-Pomerania Anteriore e del Brandeburgo per riposarsi e prepararsi al lungo viaggio verso sud.

La migrazione è uno spostamento stagionale regolare, spesso da nord a sud o viceversa, compiuto da numerose specie di uccelli. Essa si distingue per la sua periodicità annuale e per il passaggio tra le aree di nidificazione e quelle di svernamento. Gli spostamenti non migratori includono invece quelli dovuti a cambiamenti ambientali, come la disponibilità di cibo, l'habitat o le condizioni climatiche. Talvolta, viaggi di questo tipo non sono considerati «migrazioni vere e proprie», poiché irregolari (nomadismo, invasioni, irruzioni) o unidirezionali (dispersione, allontanamento dei giovani dal sito natale). Gli uccelli non migratori sono detti stanziali o sedentari. Circa 1.800 delle circa 10.000 specie di uccelli nel mondo compiono migrazioni a lungo raggio.
Molte popolazioni aviarie migrano lungo rotte specifiche, dette flyways. Il modello più comune prevede uno spostamento verso nord in primavera per la riproduzione durante l'estate temperata o artica, seguito da un ritorno verso sud in autunno per svernare in regioni più calde. Nell'emisfero australe le direzioni si invertono, ma la minore estensione delle terre nell'estremo sud limita le possibilità di migrazione a lunga distanza.
La principale motivazione alla base della migrazione sembra essere la disponibilità di cibo: ad esempio, alcuni colibrì scelgono di non migrare se vengono alimentati durante l'inverno. Inoltre, le giornate più lunghe dell'estate boreale permettono agli uccelli diurni di dedicare più tempo all'alimentazione della prole, facilitando la produzione di covate più numerose rispetto alle specie tropicali non migratrici. Quando le giornate si accorciano in autunno, gli uccelli tornano in regioni dove le risorse alimentari sono più stabili nel corso dell'anno.
Questi vantaggi compensano i notevoli rischi e costi fisiologici dello sforzo migratorio. Durante la migrazione, infatti, la predazione può aumentare: il falco della regina (Falco eleonorae), che nidifica sulle isole del Mediterraneo, ha un periodo riproduttivo molto tardivo, sincronizzato con il passaggio autunnale dei passeriformi migratori, che costituiscono il nutrimento dei piccoli. Una strategia analoga è adottata dalla nottola gigante (Nyctalus lasiopterus), che preda uccelli migratori notturni. Le alte concentrazioni di uccelli nei siti di sosta li rendono inoltre più vulnerabili a parassiti e patogeni, richiedendo una risposta immunitaria potenziata.
All'interno di una specie, non tutte le popolazioni possono essere migratorie: si parla in questo caso di migrazione parziale. Questo fenomeno è molto diffuso nei continenti meridionali: in Australia, ad esempio, il 44% degli uccelli non passeriformi e il 32% dei passeriformi è parzialmente migratorio. In alcune specie, le popolazioni delle latitudini più elevate tendono ad essere migratorie e a svernare a latitudini inferiori, evitando quelle già occupate da popolazioni stanziali: è il caso della migrazione a salti (leap-frog migration). Altre specie invece mostrano migrazione a catena (chain migration), con spostamenti più uniformi lungo la latitudine, senza inversione di posizione tra le popolazioni.
In una stessa popolazione, età e sesso possono influenzare tempi e distanze migratorie. Le femmine di fringuello (Fringilla coelebs) nell'Est della Fennoscandia migrano in autunno prima dei maschi, mentre le cince europee dei generi Parus e Cyanistes migrano solo nel primo anno di vita.
Le migrazioni iniziano spesso su un fronte ampio, che si restringe lungo rotte preferenziali dette flyways. Queste seguono in genere catene montuose, coste o fiumi, sfruttano correnti ascensionali e venti favorevoli ed evitano barriere geografiche come ampie distese oceaniche. Le rotte possono essere programmate geneticamente o apprese in varia misura, e spesso differiscono tra andata e ritorno. In Nord America è comune una migrazione in senso orario: gli uccelli diretti a nord tendono a spostarsi più a ovest, e verso sud più a est.
Molti uccelli migrano in stormi. Nei grandi uccelli, il volo in gruppo riduce i costi energetici: le oche in formazione a V risparmiano tra il 12% e il 20% dell'energia rispetto al volo solitario. Studi radar hanno mostrato che i piovanelli maggiori (Calidris canutus) e i piovanelli pancianera (Calidris alpina) volano 5 km/h più velocemente in stormo che da soli.

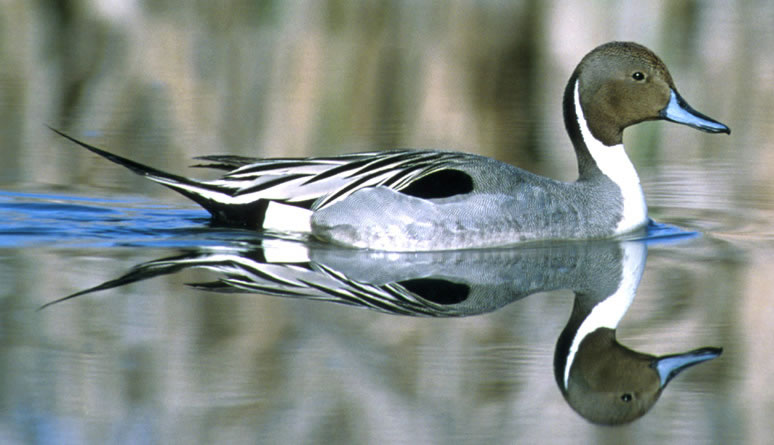
Scheletri di codone comune sono stati trovati in alto sull'Himalaya

Gli uccelli migrano a diverse altitudini. Una spedizione sull'Everest ha rinvenuto scheletri di codone comune (Anas acuta) e di pittima reale (Limosa limosa) a 5.000 metri sul ghiacciaio Khumbu. Le oche indiane (Anser indicus) sono state registrate tramite GPS mentre attraversavano l'Himalaya fino a 6.540 metri, raggiungendo i tassi di ascesa più elevati noti per un uccello. Esistono anche resoconti aneddotici di voli a quote ancora più elevate, ma non confermati. Gli uccelli marini volano generalmente a bassa quota sopra l’acqua, ma guadagnano quota sopra la terraferma; al contrario, gli uccelli terrestri tendono ad abbassarsi sorvolando il mare. Tuttavia, la maggior parte delle migrazioni avviene tra i 150 e i 600 metri d'altitudine. I dati sugli impatti tra uccelli e aeromobili negli Stati Uniti mostrano che la quasi totalità delle collisioni avviene sotto i 600 metri, e quasi nessuna sopra i 1.800 metri.
La migrazione non è limitata agli uccelli in grado di volare. La maggior parte delle specie di pinguini (Spheniscidae) migra nuotando, percorrendo anche più di 1.000 km. Il tetraone blu (Dendragapus obscurus) compie migrazioni altitudinali principalmente a piedi. Anche gli emù (Dromaius novaehollandiae) in Australia sono stati osservati mentre intraprendevano lunghi spostamenti pedestri durante periodi di siccità.

## Comportamento migratorio notturno
Durante la migrazione notturna (nota anche come nocmig), molti uccelli emettono richiami di volo notturni, brevi vocalizzi di tipo «contatto». Questi richiami probabilmente servono a mantenere la coesione del gruppo migratorio, a evitare collisioni in volo e, in alcuni casi, possono persino contenere informazioni sul sesso dell'individuo in migrazione. La migrazione notturna può essere monitorata attraverso i dati radar meteorologici, che permettono agli ornitologi di stimare il numero di uccelli in volo in una determinata notte e la direzione del loro spostamento. Le ricerche future mirano allo sviluppo di sistemi automatici per il rilevamento e l'identificazione delle specie migratorie in base ai richiami notturni.
Gli uccelli migratori notturni atterrano al mattino e possono fermarsi per nutrirsi alcuni giorni prima di riprendere il viaggio. In queste aree di sosta temporanea, sono definiti migratori di passaggio.
La migrazione notturna permette agli uccelli di ridurre il rischio di predazione, evitare il surriscaldamento e alimentarsi durante il giorno. Uno dei costi associati a questo tipo di migrazione è la perdita di sonno, ma gli uccelli sembrano in grado di compensare tale deficit modificando la qualità del loro riposo.

## Migrazione a lunga distanza
L'immagine tipica della migrazione è quella degli uccelli terrestri delle regioni settentrionali, come le rondini (Hirundinidae) e i rapaci, che compiono lunghi voli verso i tropici. Tuttavia, molte specie di anatidi e fringillidi dell'area olartica svernano nella zona temperata del nord, in regioni con inverni più miti rispetto ai loro luoghi di nidificazione estivi. Ad esempio, l'oca zamperosee migra dall'Islanda alla Gran Bretagna e ai paesi limitrofi, mentre il junco occhiscuri si sposta dai climi subartici e artici verso gli Stati Uniti continentali. Il lucherino dorato, invece, migra dalla taiga verso aree di svernamento che si estendono dal sud degli Stati Uniti fino al nord-ovest dell'Oregon. Alcune anatre, come la marzaiola (Spatula querquedula), si spostano completamente o parzialmente nei tropici. Anche la balia nera (Ficedula hypoleuca) segue questa tendenza migratoria, nidificando in Europa e Asia e svernando in Africa.
Le rotte migratorie e le aree di svernamento sono determinate sia geneticamente sia per tradizione, a seconda del sistema sociale della specie. Nelle specie longeve e sociali, come la cicogna bianca (Ciconia ciconia), i gruppi sono spesso guidati dagli individui più anziani, e i giovani apprendono la rotta durante il primo viaggio. Nelle specie a vita breve che migrano da sole, come la capinera (Sylvia atricapilla) o il cuculo occhigialli (Coccyzus americanus), i migranti del primo anno seguono una rotta geneticamente determinata, che può essere modificata tramite selezione artificiale.
Molte rotte migratorie degli uccelli a lungo raggio sono tortuose a causa della loro storia evolutiva: il range riproduttivo del culbianco (Oenanthe oenanthe) si è espanso fino a coprire tutto l'emisfero nord, ma la specie continua a migrare fino a 14.500 km per raggiungere le aree di svernamento ancestrali nell'Africa subsahariana, invece di stabilirne di nuove più vicine ai luoghi di nidificazione.
Una rotta migratoria non segue necessariamente una linea retta tra le aree di nidificazione e quelle di svernamento: spesso descrive una traiettoria arcuata o con deviazioni, per evitare barriere geografiche o per raggiungere habitat di sosta idonei. Per la maggior parte degli uccelli terrestri, tali barriere possono essere rappresentate da grandi distese d'acqua, catene montuose, assenza di siti di sosta o alimentazione, o mancanza di correnti termiche (importanti per le specie dalle ali larghe). Al contrario, per gli uccelli acquatici, vaste aree terrestri prive di zone umide rappresentano un ostacolo, ed è comune osservare deviazioni per evitarle. Ad esempio, le oche colombaccio (Branta bernicla bernicla), durante la migrazione dalla penisola del Tajmyr al Mare dei Wadden, seguono le aree costiere basse e ricche di risorse del Mar Bianco e del Mar Baltico, evitando l'attraversamento diretto del Mar Glaciale Artico e della Scandinavia continentale.
I croccoloni (Gallinago media) compiono voli ininterrotti di 4.000-7.000 km in 60-90 ore, durante i quali variano l'altitudine di crociera media da circa 2.000 m durante la notte a circa 4.000 m durante il giorno.

### Nei limicoli

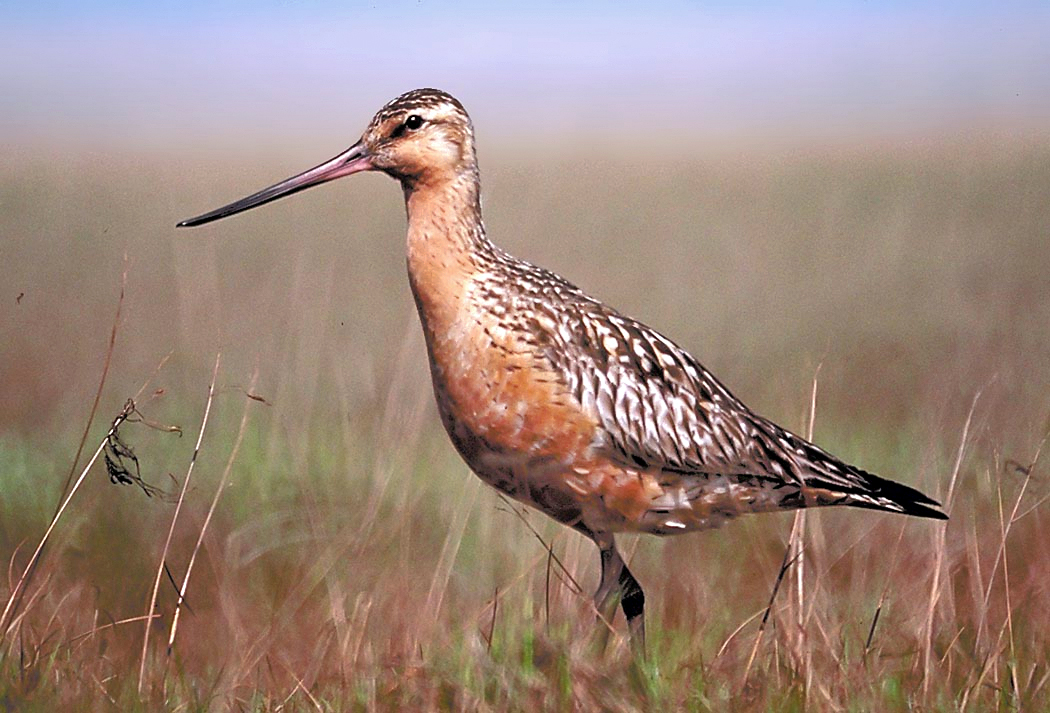
Pittima minore.

Una situazione simile si osserva tra i limicoli. Molte specie, come il piovanello pancianera (Calidris alpina) e il piro-piro occidentale (Calidris mauri), compiono lunghi spostamenti dalle aree di nidificazione artiche verso regioni più calde dello stesso emisfero. Altre, come il piro-piro semipalmato (Calidris pusilla), si spingono ancora più lontano, migrando fino ai tropici dell'emisfero australe.
Per alcune specie di limicoli, il successo migratorio dipende in modo critico dalla disponibilità di risorse alimentari in punti chiave lungo la rotta migratoria. Questi stopover consentono agli uccelli di fare rifornimento energetico prima di affrontare la successiva tappa del viaggio. Esempi di luoghi di sosta fondamentali includono la Baia di Fundy e la Baia del Delaware.
Alcuni esemplari di pittima minore (Limosa lapponica baueri) detengono il record del volo migratorio senza scalo più lungo conosciuto, coprendo 11.000 km dall'Alaska alla Nuova Zelanda, dove svernano. Prima della partenza, accumulano riserve di grasso pari al 55% del loro peso corporeo per sostenere questo viaggio ininterrotto.

### Negli uccelli marini

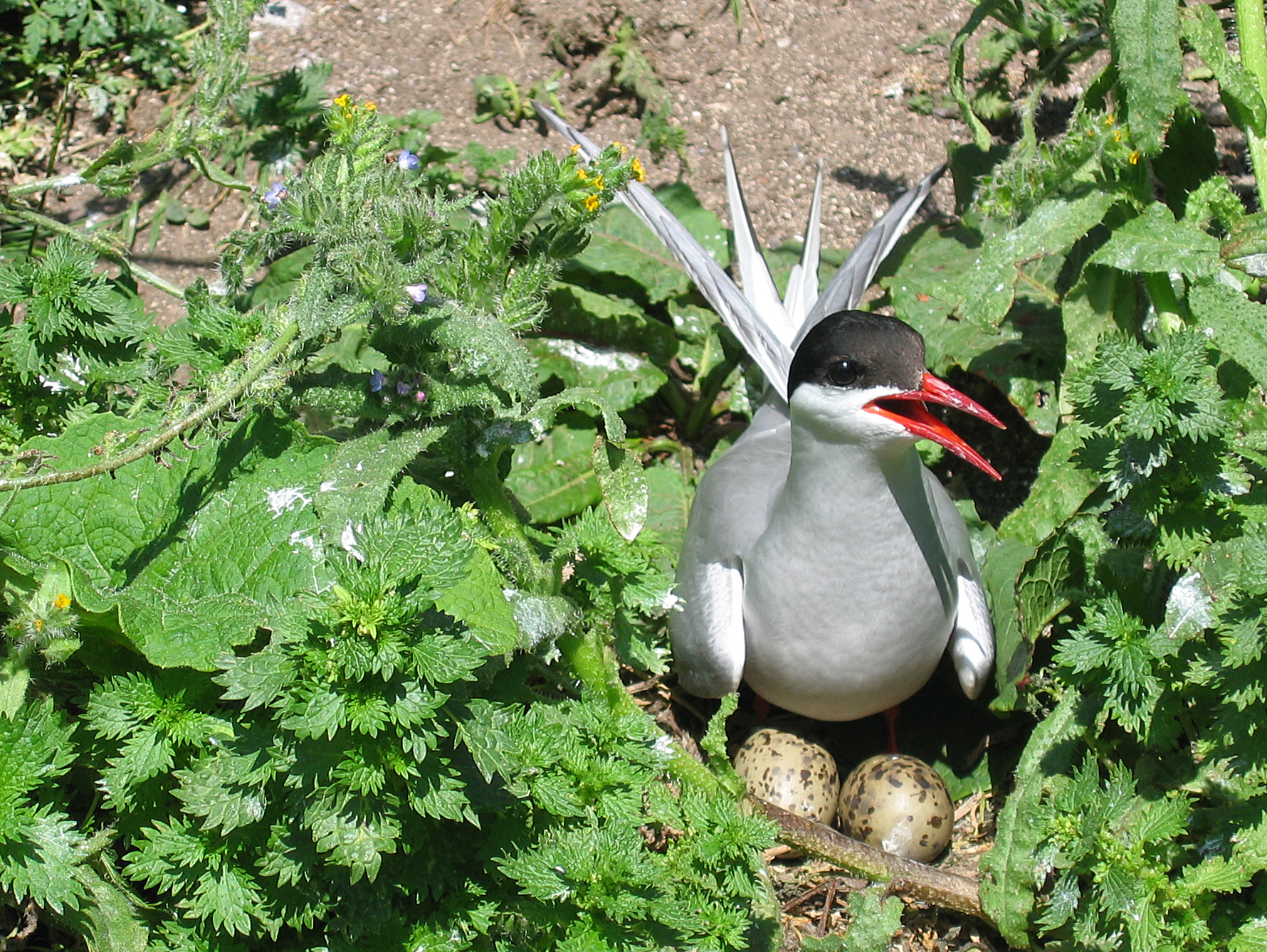
La sterna artica è l'uccello che percorre la maggiore distanza migratoria.

La migrazione degli uccelli marini segue modelli simili a quelli dei limicoli e degli anatidi. Alcune specie, come l'uria nera (Cepphus grylle) e alcuni gabbiani, sono relativamente sedentarie; altre, come la maggior parte delle sterne e delle alche che nidificano nell'emisfero settentrionale temperato, migrano a sud in distanze variabili durante l'inverno boreale. La sterna artica (Sterna paradisaea), in particolare, detiene il primato assoluto per la migrazione più lunga: dall'Artico, dove nidifica, si sposta fino alle regioni antartiche per svernare, percorrendo così un tragitto che le consente di vedere più ore di luce solare di qualsiasi altro animale. Un esemplare di sterna artica, inanellato da pulcino sulle isole Farne (al largo della costa orientale inglese), raggiunse Melbourne, in Australia, in soli tre mesi dal primo volo, coprendo oltre 22.000 km di viaggio marino. Un altro esemplare, sempre dalle isole Farne, dotato di un geolocalizzatore («G82»), percorse ben 96.000 km in appena dieci mesi, passando dall'Atlantico all'oceano Indiano, spingendosi fino al confine tra i mari di Ross e di Amundsen nell'oceano Pacifico meridionale, per poi risalire lungo la costa antartica e rientrare nell'Atlantico fino all'area di nidificazione.Molti uccelli appartenenti all'ordine dei Procellariiformi si riproducono nell'emisfero sud e migrano verso nord durante l'inverno australe.
Le specie più pelagiche, come gli albatros degli oceani meridionali, sono grandi viaggiatori e, al di fuori del periodo riproduttivo, possono circumnavigare il globo cavalcando i «Quaranta Ruggenti», le potenti correnti eoliche che soffiano nelle latitudini meridionali. I procellariformi si disperdono su vaste aree oceaniche, ma si concentrano rapidamente in presenza di abbondanza alimentare. Molti tra loro rientrano fra i migratori più instancabili: la berta grigia (Puffinus griseus), che nidifica nelle isole Falkland, migra per 14.000 km fino all'Atlantico settentrionale, al largo della Norvegia. Alcuni esemplari di berta minore atlantica (Puffinus puffinus) compiono lo stesso tragitto in direzione opposta. Essendo uccelli longevi, questi uccelli marini possono percorrere distanze enormi nel corso della vita: è stato calcolato che una berta minore atlantica da record abbia volato per circa 8 milioni di chilometri nel corso dei suoi oltre cinquant'anni di esistenza.

### Migrazione diurna di grandi uccelli che utilizzano le correnti termiche

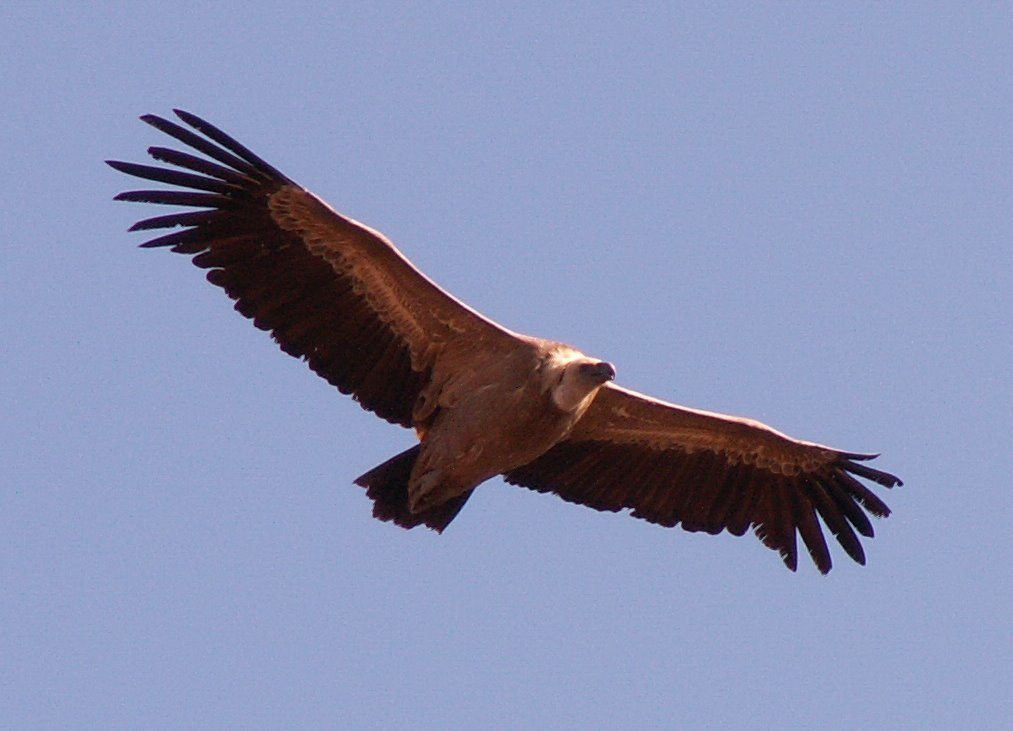
Grifone in volo.

Alcuni grandi uccelli dalle ali larghe si affidano alle correnti termiche ascensionali – colonne d'aria calda in risalita – per poter veleggiare nel cielo senza spendere molta energia. Tra questi figurano molti rapaci, come avvoltoi, aquile e poiane, ma anche le cicogne. Questi uccelli migrano durante il giorno, poiché le termiche si formano solo sopra la terraferma e non sopra i grandi specchi d'acqua. Di conseguenza, incontrano notevoli difficoltà nell'attraversamento di mari e oceani, in quanto non sono in grado di sostenere voli attivi prolungati. Il Mar Mediterraneo e altri mari rappresentano ostacoli significativi per gli uccelli veleggiatori, che sono costretti a transitare attraverso i punti più stretti. Enormi quantità di rapaci di grandi dimensioni e cicogne attraversano, durante le migrazioni, luoghi come lo Stretto di Messina, lo Stretto di Gibilterra, Falsterbo e il Bosforo. Specie comuni come il pecchiaiolo occidentale (Pernis apivorus) possono essere osservate in autunno a decine o centinaia di migliaia di esemplari. Anche le catene montuose possono costituire barriere che causano un effetto «imbuto», in particolare per i migratori diurni di grandi dimensioni, come avviene nel collo di bottiglia migratorio dell'America centrale. Uno dei più intensi corridoi migratori al mondo è il collo di bottiglia di Batumi nel Caucaso, dove centinaia di migliaia di uccelli veleggiatori evitano di attraversare la superficie del Mar Nero e le montagne più alte, concentrando i loro passaggi in una stretta fascia geografica. I rapaci che sfruttano le termiche, come i pecchiaioli, perdono solo tra il 10% e il 20% del loro peso corporeo durante la migrazione, il che potrebbe spiegare perché si alimentano meno durante il viaggio rispetto a rapaci più piccoli e con volo attivo, come falchi, sparvieri e albanelle.

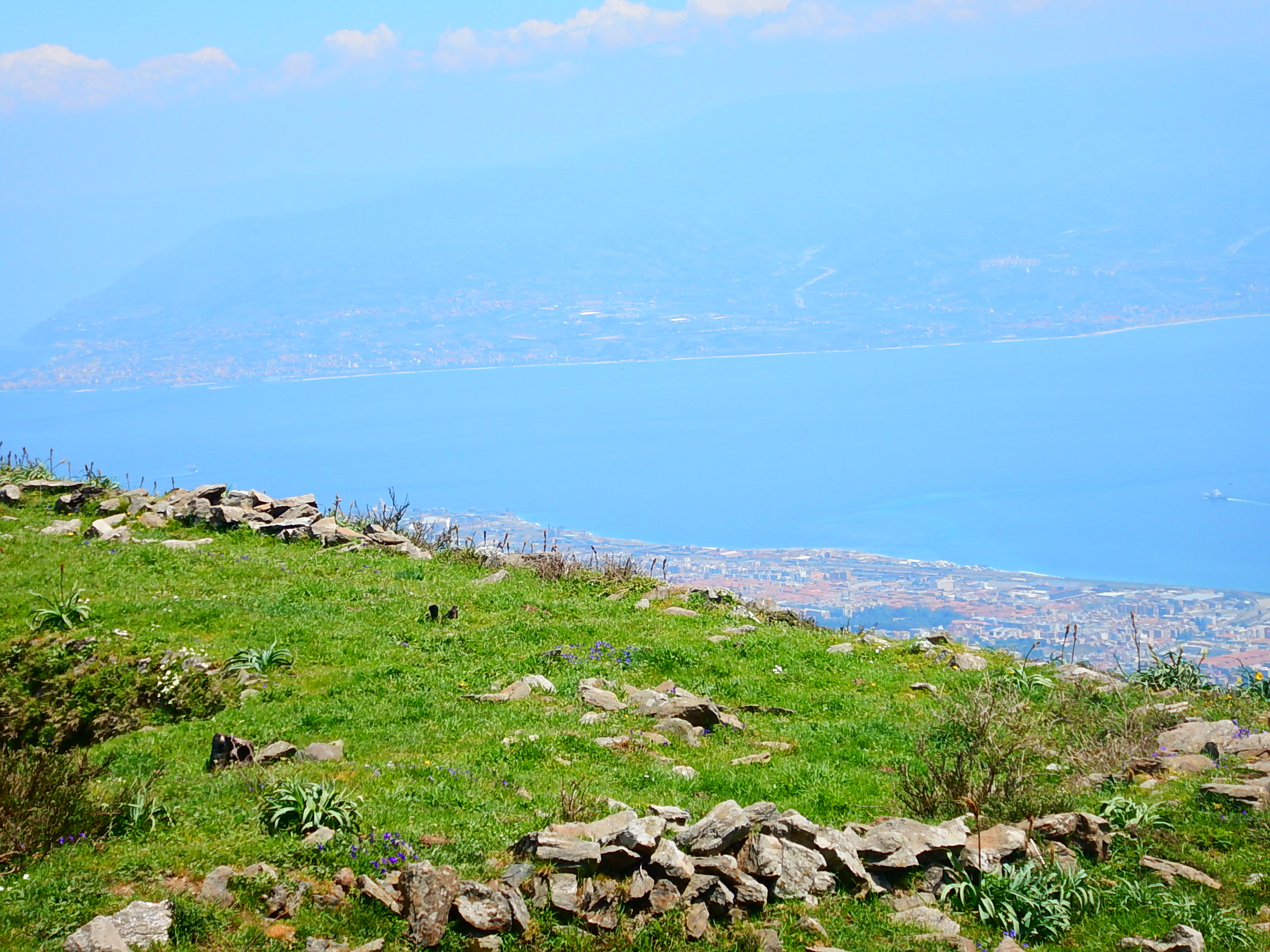
Il collo di bottiglia dello Stretto di Messina, punto di transito delle migrazioni, visto dai monti Peloritani, Sicilia.

Osservando la migrazione di undici specie di uccelli veleggiatori attraverso lo Stretto di Gibilterra, è emerso che le specie che non hanno anticipato le loro date di migrazione autunnale sono anche quelle che mostrano un calo delle popolazioni nidificanti in Europa.

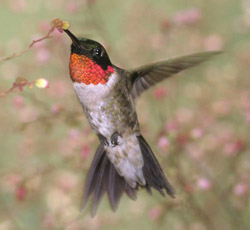
Colibrì golarubino.

## Migrazioni a breve distanza e altitudinali

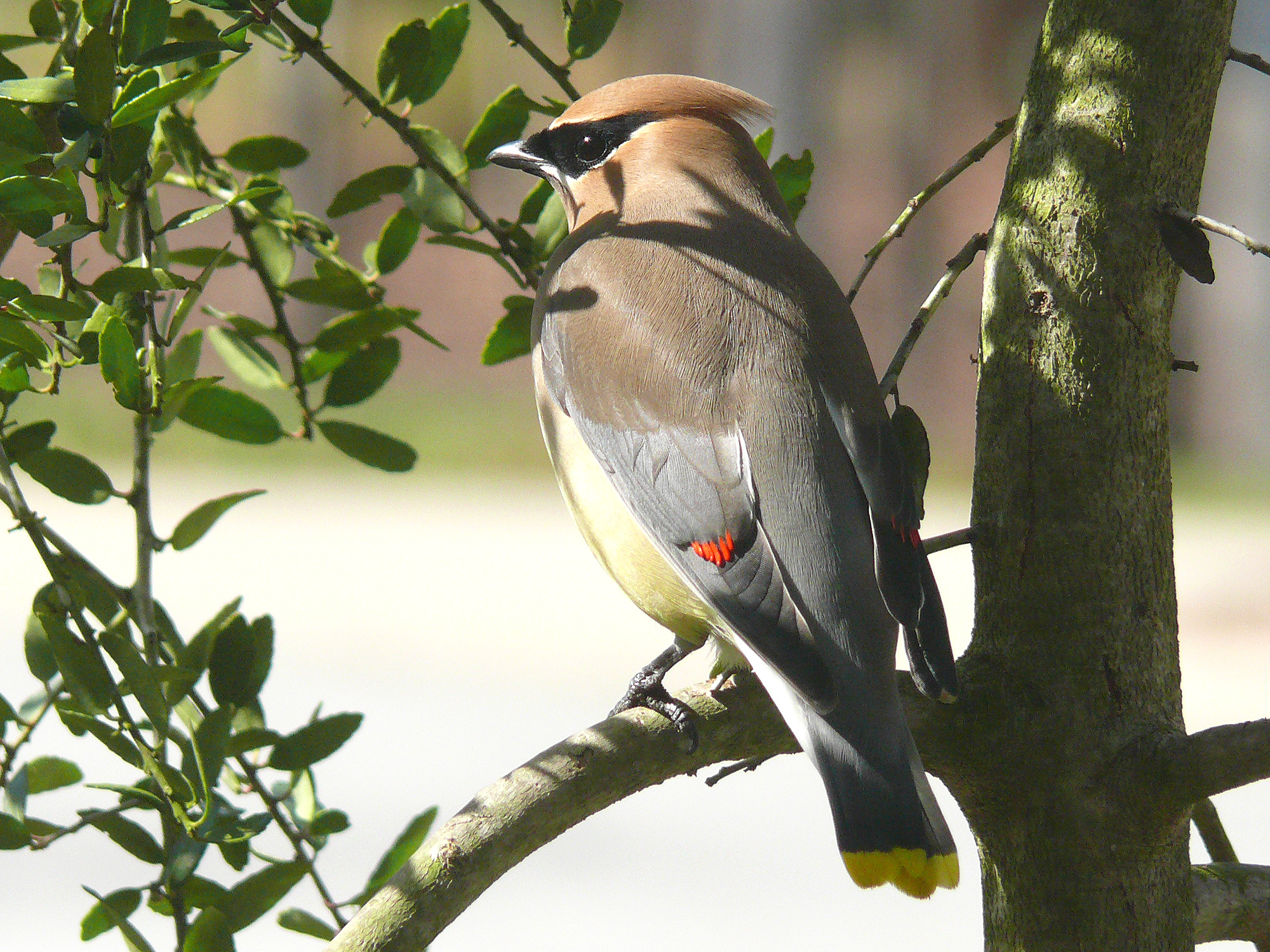
Beccofrusone dei cedri.

Molti uccelli migratori a lungo raggio sembrano essere geneticamente programmati per rispondere ai cambiamenti nella durata del giorno. Le specie che invece si spostano su brevi distanze possono non necessitare di un meccanismo cronologico così preciso, muovendosi invece in risposta alle condizioni meteorologiche locali. Così, specie che si riproducono in montagna o nelle brughiere, come il picchio muraiolo (Tichodroma muraria) e il merlo acquaiolo (Cinclus cinclus), possono compiere semplici migrazioni altitudinali per sfuggire al freddo delle quote elevate. Altre, come lo smeriglio (Falco columbarius) e l'allodola comune (Alauda arvensis), si spostano più lontano, verso la costa o in direzione sud. Il fringuello (Fringilla coelebs), ad esempio, è molto meno migratorio in Gran Bretagna rispetto alle popolazioni dell'Europa continentale, compiendo spesso spostamenti inferiori a 5 km nel corso della vita.
I passeriformi migratori a breve raggio hanno due origini evolutive distinte. Alcuni, come il luì piccolo (Phylloscopus collybita), appartengono a famiglie che includono anche migratori a lungo raggio: si tratta di specie di origine australe che, nel tempo, hanno progressivamente ridotto il ritorno migratorio, trattenendosi nell'emisfero settentrionale.
Altre specie, che non hanno parenti prossimi migratori su lunga distanza – come i beccofrusoni (Bombycilla) – si muovono in risposta alle condizioni invernali e alla scomparsa delle risorse alimentari abituali, più che alla ricerca di migliori opportunità riproduttive.
Nei tropici, dove la durata del giorno varia poco durante l'anno e le temperature restano costanti, il cibo è generalmente disponibile tutto l'anno. Tuttavia, anche qui alcune specie compiono migrazioni altitudinali, per ottenere con maggiore facilità cibi preferiti come frutti maturi.
La migrazione altitudinale è comune nelle catene montuose di tutto il mondo, come l'Himalaya e le Ande. In Colorado, ad esempio, il tetraone blu (Dendragapus obscurus) si sposta di meno di un chilometro tra le aree estive e quelle invernali, ma può salire o scendere di circa 400 metri in altitudine.
In molte regioni aride dell'Australia meridionale, numerose specie di uccelli seguono un comportamento nomade, spostandosi in modo irregolare alla ricerca di acqua e cibo, in un modello che non segue la stagionalità ma è legato alla distribuzione delle precipitazioni. Possono trascorrere diversi anni prima che una determinata specie ritorni a visitare una data area.

## Irruzioni e dispersioni

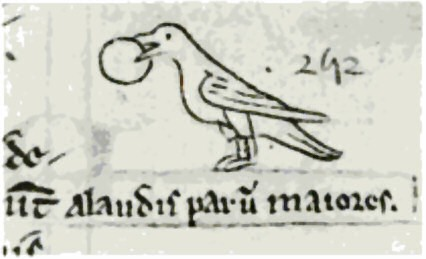
Schizzo medievale di Matthew Paris nella sua Chronica Majora (1251) che registra la grande irruzione di quell'anno di crocieri in Inghilterra.

Talvolta, circostanze particolari – come una stagione riproduttiva favorevole seguita da un fallimento delle risorse alimentari nell'anno successivo – possono provocare irruzioni, ovvero spostamenti di massa in cui un gran numero di individui si allontana oltre i limiti abituali del proprio areale. I beccofrusoni (Bombycilla garrulus) sono un esempio classico di questa variabilità imprevedibile: nel XIX secolo si registrarono cinque grandi arrivi in Gran Bretagna, mentre tra il 1937 e il 2000 se ne sono contati ben diciotto. Anche i crocieri (Loxia curvirostra) sono noti per i loro movimenti irruptivi, con invasioni diffuse in Inghilterra documentate nei secoli XIII, XVI, XVIII e all'inizio del XIX, in particolare negli anni 1251, 1593, 1757 e 1791.
La migrazione degli uccelli è un fenomeno prevalentemente, ma non esclusivamente, dell'emisfero boreale. Questo perché i continenti dell'emisfero nord sono in gran parte temperati e soggetti a carenze alimentari durante l'inverno, il che spinge molte popolazioni aviarie a migrare verso sud (incluso l'emisfero australe) per svernare. Al contrario, tra gli uccelli marini pelagici, le specie dell'emisfero sud tendono a essere più propense alla migrazione. Ciò è dovuto all'estesa superficie oceanica dell'emisfero australe e alla presenza di numerose isole adatte alla nidificazione degli uccelli marini.

## Controllo della migrazione
Il controllo della migrazione, il suo tempismo e la risposta agli stimoli ambientali sono regolati geneticamente e sembrano rappresentare un tratto primitivo, presente anche in specie di uccelli non migratori. Tuttavia, la capacità di orientarsi e navigare durante la migrazione è un fenomeno molto più complesso, che coinvolge sia programmi endogeni sia l'apprendimento.

### Tempismo
Il principale segnale fisiologico che innesca la migrazione è il cambiamento nella durata del giorno. Tali variazioni agiscono sugli ormoni degli uccelli, provocando alterazioni comportamentali e fisiologiche. Prima della migrazione, molti uccelli manifestano una maggiore attività motoria, detta Zugunruhe (dal tedesco: «irrequietezza migratoria»), descritta per la prima volta da Johann Friedrich Naumann nel 1795. A ciò si aggiungono cambiamenti fisiologici come l'aumento della deposizione di grasso. La comparsa dello Zugunruhe anche in uccelli allevati in gabbia, privati di segnali ambientali esterni (come la riduzione della luce diurna o la diminuzione della temperatura), ha evidenziato il ruolo di programmi circannuali endogeni nel controllo della migrazione. Tali uccelli mostrano anche una direzione di volo preferenziale che corrisponde al percorso migratorio naturale, modificando tale direzione nel momento in cui i loro conspecifici selvatici cambiano rotta.
Uno studio condotto tramite tracciamento satellitare su 48 esemplari di ubara di MacQueen (Chlamydotis macqueenii) ha dimostrato che questa specie regola la partenza per la migrazione primaverile in base alla temperatura locale. Sebbene la risposta alla temperatura vari tra individui, ogni individuo mostrava una risposta coerente nel tempo, suggerendo un meccanismo adattativo alla variabilità climatica: in un mondo in riscaldamento, molte specie migratorie potrebbero anticipare la partenza per le aree di nidificazione o di svernamento.
Nelle specie poliginiche con spiccato dimorfismo sessuale, i maschi tendono a tornare ai siti riproduttivi prima delle femmine, fenomeno noto come protandria.

### Orientamento e navigazione

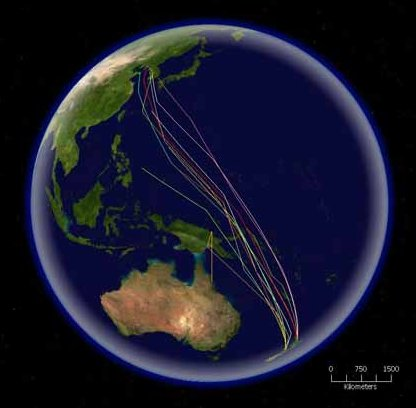
Le rotte delle pittime minori che migrano verso nord dalla Nuova Zelanda, grazie a un sistema di localizzazione satellitare. Questa specie ha la più lunga migrazione continua conosciuta, fino a 10.200 km.

L'orientamento degli uccelli si basa su molteplici sensi. È stato dimostrato che molti uccelli utilizzano una «bussola solare», ovvero il Sole come punto di riferimento, compensando la posizione in base all'orario. La navigazione si fonda anche sulla capacità di percepire il campo magnetico terrestre (magnetoricezione), sull'uso di punti di riferimento visivi e su segnali olfattivi.
I migratori a lungo raggio si disperdono spesso durante la prima migrazione e sviluppano legami con potenziali siti riproduttivi e di svernamento. Una volta stabilito questo legame, mostrano una notevole fedeltà al sito, tornando negli stessi luoghi anno dopo anno.
La sola programmazione endogena, anche combinata con segnali ambientali, non basta a spiegare del tutto la precisione della migrazione a lungo raggio. È probabile che questa dipenda anche dalla capacità cognitiva degli uccelli di riconoscere habitat e formare mappe mentali. Tracciamenti satellitari su rapaci diurni, come falchi pescatori e pecchiaioli, hanno dimostrato che gli individui più anziani sono più abili nel correggere le deviazioni causate dal vento. Gli uccelli si orientano usando due meccanismi magnetici complementari. I giovani uccelli al primo viaggio migratorio volano nella direzione corretta seguendo il campo magnetico terrestre, grazie a un meccanismo noto come coppia radicalica, in cui reazioni chimiche in pigmenti sensibili alla luce corta sono influenzate dal campo magnetico (attivo solo di giorno, indipendentemente dalla posizione del Sole). Con l'esperienza, gli uccelli imparano anche a riconoscere i luoghi tramite magnetiti nel sistema trigeminale, che rilevano l'intensità del campo magnetico terrestre. Poiché l'intensità varia con la latitudine, gli uccelli possono così determinare la loro posizione lungo la rotta. Esiste inoltre una connessione neurale tra l'occhio e una regione del prosencefalo detta Cluster N, attiva durante l'orientamento migratorio, suggerendo che gli uccelli possano effettivamente «vedere» il campo magnetico terrestre.

### Vagabondaggio
Durante la migrazione, alcuni uccelli possono perdersi e comparire al di fuori del loro areale abituale. Ciò può avvenire, ad esempio, in primavera, quando gli uccelli superano accidentalmente la loro destinazione riproduttiva, fenomeno noto come spring overshoot, che li porta più a nord del previsto. Alcune località, per la loro posizione geografica, sono celebri per l'osservazione di tali esemplari erranti, come il Point Pelee National Park in Canada o Spurn in Inghilterra.
La migrazione inversa si verifica quando la programmazione genetica degli individui giovani non funziona correttamente, portando alcuni a spostarsi in direzioni opposte, anche migliaia di chilometri fuori rotta.
La migrazione per deriva si verifica invece quando il vento spinge gli uccelli fuori traiettoria, causando anche cadute massicce di migratori lungo le coste.
Un fenomeno correlato è l'abmigrazione, in cui uccelli provenienti da una certa area si uniscono a conspecifici di diversa origine nelle aree di svernamento comuni, per poi migrare con essi verso la nuova zona riproduttiva. Questo accade frequentemente tra gli uccelli acquatici, che possono così passare da una flyway (rotta migratoria) all'altra.

### Condizionamento della migrazione
È stato possibile insegnare rotte migratorie a gruppi di uccelli in programmi di reintroduzione. Dopo esperimenti con le oche del Canada (Branta canadensis), negli Stati Uniti sono stati impiegati ultraleggeri per guidare i giovani esemplari di gru americana (Grus americana) lungo rotte migratorie sicure. Questo metodo ha avuto successo nel rieducare popolazioni estinte localmente al volo migratorio.

## Adattamenti
Gli uccelli devono modificare il proprio metabolismo per affrontare le esigenze imposte dalla migrazione. L'accumulo di energia sotto forma di riserve di grasso e il controllo del sonno nei migratori notturni richiedono adattamenti fisiologici specifici. Inoltre, il piumaggio degli uccelli subisce usura e danneggiamenti nel tempo e deve essere rinnovato attraverso la muta. La tempistica di questo processo – che avviene generalmente una volta l'anno, ma talvolta anche due – varia tra le specie: alcune mutano prima di partire verso i quartieri di svernamento, altre prima di rientrare nelle aree di nidificazione. Oltre agli adattamenti fisiologici, la migrazione implica talvolta modifiche comportamentali, come il volo in stormi, che permette di ridurre il dispendio energetico e il rischio di predazione.

## Fattori evolutivi ed ecologici
La migrazione negli uccelli è altamente labile, ovvero soggetta a rapidi cambiamenti evolutivi, e si ritiene che si sia sviluppata indipendentemente in numerose linee evolutive aviarie. Sebbene sia ampiamente accettato che gli adattamenti comportamentali e fisiologici alla migrazione siano sotto controllo genetico, alcuni autori sostengono che non sia necessario alcun cambiamento genetico affinché un comportamento migratorio emerga in una specie sedentaria, poiché il quadro genetico necessario sarebbe presente nella quasi totalità delle linee aviarie. Ciò spiegherebbe la rapida comparsa di comportamenti migratori dopo l'ultimo massimo glaciale.
Analisi teoriche mostrano che deviazioni dalla rotta diretta, anche se comportano un aumento del 20% nella distanza di volo, possono risultare vantaggiose dal punto di vista aerodinamico: un uccello carico di riserve energetiche per affrontare una lunga traversata vola infatti con minore efficienza. Tuttavia, alcune specie presentano rotte migratorie tortuose che riflettono antiche espansioni dell'areale e che non sono ottimali dal punto di vista ecologico. Un esempio è offerto dal tordo di Swainson (Catharus ustulatus), le cui popolazioni continentali migrano verso est attraverso il Nord America per poi deviare a sud passando dalla Florida verso il Sud America settentrionale: si ritiene che questa rotta derivi da un'espansione dell'areale avvenuta circa 10.000 anni fa. Deviazioni possono anche essere causate da condizioni di vento differenti, rischi di predazione o altri fattori ambientali.

### Cambiamento climatico

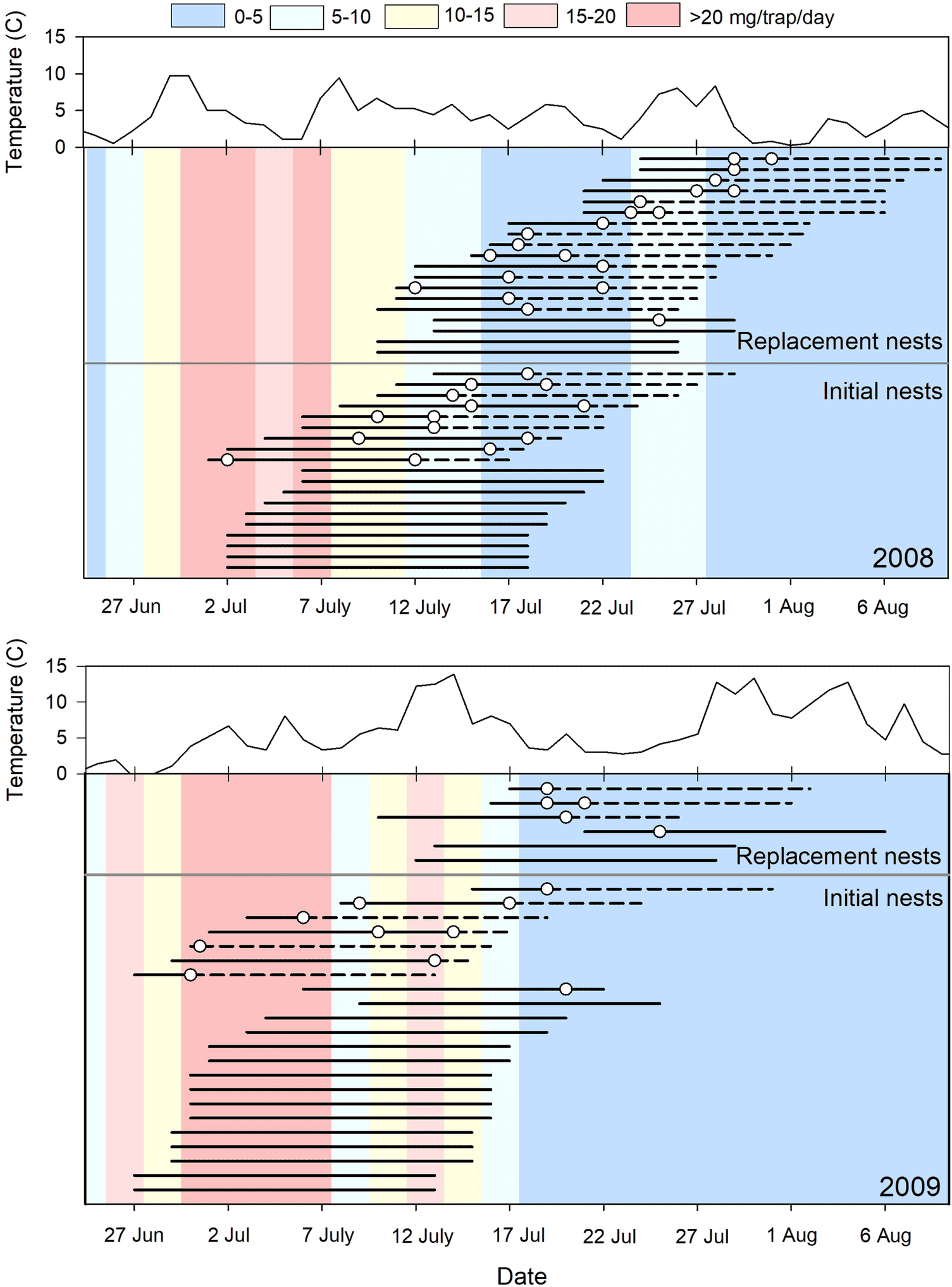
Differenze nella fenologia di una specie di uccello costiero artico tra un anno normale e uno più caldo.

Su larga scala, i cambiamenti climatici sono destinati ad avere un impatto significativo sulla tempistica della migrazione. Studi hanno già documentato una varietà di effetti, tra cui variazioni nei tempi di migrazione e nidificazione, così come declini demografici in diverse popolazioni.
La migrazione avicola è generalmente sincronizzata con la disponibilità stagionale delle risorse. Negli Stati Uniti, ad esempio, è stato evidenziato un legame diretto tra la migrazione stagionale e la «verdescenza» della vegetazione. Tuttavia, i cambiamenti indotti dal clima nella fenologia delle risorse stagionali possono causare disallineamenti tra la disponibilità di cibo e momenti cruciali del ciclo vitale, come la migrazione o la riproduzione: si parla in questo caso di mismatch fenologico o asincronia fenologica. Questi disallineamenti possono compromettere la fitness delle specie, come previsto dalla cosiddetta ipotesi del match-mismatch, secondo la quale la sopravvivenza e il successo riproduttivo dipendono dalla coincidenza tra bisogni fisiologici e disponibilità delle risorse ambientali. Quando il picco di disponibilità alimentare non coincide più con il periodo in cui gli uccelli necessitano di maggiori risorse – ad esempio per nutrire i piccoli o recuperare energie durante la migrazione – si può verificare un impatto negativo sul successo riproduttivo, sulla sopravvivenza e, a lungo termine, sulle dimensioni della popolazione.
Negli uccelli, l'individuo può utilizzare la temperatura locale come segnale per la partenza. Tuttavia, le alterazioni dei modelli climatici, in particolare quelle legate all'aumento delle temperature, stanno già provocando uno spostamento fenologico della migrazione a livello di intere popolazioni. Questi spostamenti nei tempi migratori sono già misurabili su scala continentale, interessando centinaia di specie in Nord America ed Europa. Le asincronie fenologiche sembrano colpire in modo più marcato i migratori a lungo raggio, che hanno meno flessibilità nel modificare le proprie strategie in risposta ai cambiamenti ambientali. Al contrario, alcune specie con dieta generalista o comportamenti più flessibili riescono a compensare almeno in parte le conseguenze negative di tali disallineamenti, adattandosi meglio a condizioni variabili.

## Effetti ecologici
La migrazione degli uccelli contribuisce anche al movimento di altre specie, tra cui ectoparassiti come zecche e pidocchi, che a loro volta possono veicolare microrganismi, alcuni dei quali rilevanti per la salute umana. In relazione alla diffusione globale dell'influenza aviaria, la migrazione degli uccelli è stata studiata come possibile via di trasmissione della malattia; tuttavia, non è stata individuata come un rischio particolare: le importazioni di uccelli domestici e da compagnia rappresentano una minaccia ben più significativa. Alcuni virus mantenuti negli uccelli senza effetti letali, come il virus del Nilo occidentale, possono invece essere effettivamente diffusi dagli uccelli migratori. Gli uccelli giocano anche un ruolo nella dispersione di propaguli di piante e plancton, facilitando la distribuzione di organismi vegetali e acquatici su ampie distanze.
La migrazione rappresenta inoltre un'opportunità per alcuni predatori. Le nottole giganti (Nyctalus lasiopterus), ad esempio, si nutrono di passeriformi migratori notturni. Anche alcuni rapaci diurni si sono specializzati nella predazione di limicoli migratori, sfruttando le concentrazioni stagionali di prede lungo le rotte migratorie.

## Tecniche di studio

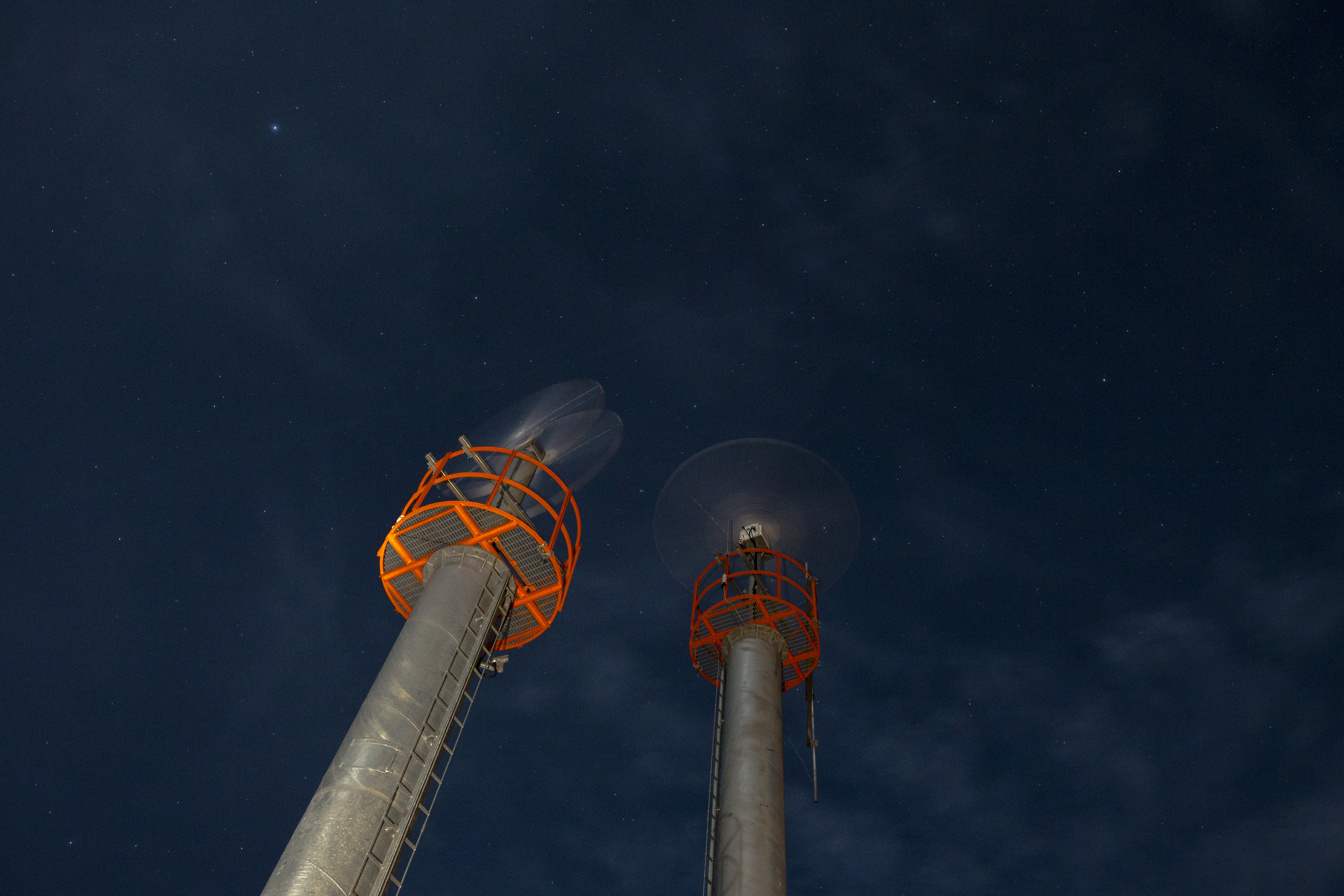
Radar per il monitoraggio della migrazione degli uccelli. Kihnu, Estonia.

I primi studi sul tempismo della migrazione degli uccelli risalgono al 1749 in Finlandia, quando Johannes Leche di Turku iniziò a raccogliere le date di arrivo degli uccelli migratori primaverili.
Le rotte migratorie degli uccelli sono state studiate con una varietà di tecniche, la più antica delle quali è la marcatura. In Inghilterra, ad esempio, i cigni venivano contrassegnati con un'incisione sul becco fin dal 1560 circa. La pratica dell'inanellamento scientifico fu invece avviata da Hans Christian Cornelius Mortensen nel 1899. Altri metodi successivi includono l'uso del radar e del tracciamento satellitare. Studi condotti sulle Alpi hanno dimostrato che le misurazioni radar a fascio fisso (fino a 150 m di altezza) offrono risultati molto simili al conteggio visivo degli uccelli, evidenziando il potenziale del radar come strumento oggettivo per quantificare la migrazione.
Un approccio particolarmente utile per collegare le aree di svernamento a quelle di nidificazione si basa sull'analisi degli isotopi stabili dell'idrogeno, ossigeno, carbonio, azoto e zolfo. Le differenze spaziali nella composizione isotopica della dieta degli uccelli vengono incorporate nei tessuti inerti come le penne, o in quelli in crescita come artigli, muscoli e sangue, e possono essere usate per determinare la connettività migratoria.
Per valutare l'intensità migratoria, un'altra tecnica fa uso di microfoni puntati verso l'alto per registrare i richiami di contatto notturni emessi dagli uccelli in volo. Le registrazioni vengono poi analizzate in laboratorio per identificare orario, frequenza e specie.

Imbuto di Emlen.

Un metodo più antico, sviluppato da George Lowery e altri, consiste nell'osservare la faccia della luna piena con un telescopio e contare le sagome degli uccelli che la attraversano durante i voli notturni.
Gli studi sul comportamento di orientamento si sono tradizionalmente basati su varianti del cosiddetto imbuto di Emlen: una gabbia circolare coperta nella parte superiore da vetro o rete metallica, che permette la visione del cielo oppure può essere posta in un planetario o in condizioni controllate. Il comportamento direzionale dell'uccello viene registrato quantitativamente in base alla distribuzione dei segni lasciati sulle pareti interne della gabbia. Altri approcci, come quelli usati negli studi sull'orientamento dei piccioni viaggiatori, prevedono invece la registrazione della direzione in cui l'uccello scompare all'orizzonte.

## Minacce e conservazione
alto
     moderato
     basso
     sconosciuto

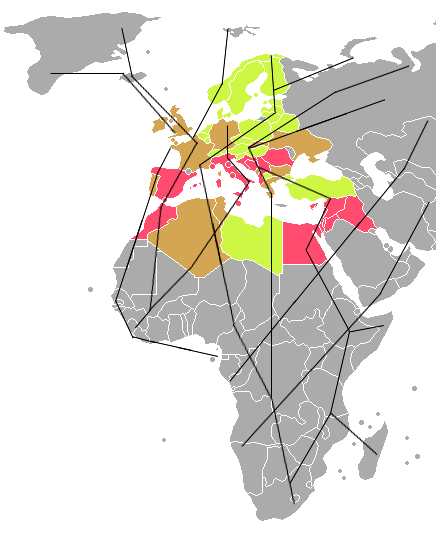
Rotte migratorie e paesi con caccia illegale in Europa.
Numero di trasgressori:
alto
moderato
basso
sconosciuto

Le attività umane hanno messo a rischio molte specie di uccelli migratori. Le grandi distanze percorse durante la migrazione comportano spesso l'attraversamento di confini politici, rendendo necessaria una cooperazione internazionale per garantire misure efficaci di conservazione. A tal fine sono stati firmati diversi trattati, tra cui il Migratory Bird Treaty Act degli Stati Uniti del 1918 e l'Accordo sugli uccelli acquatici migratori afro-eurasiatici (AEWA).
La concentrazione di uccelli durante la migrazione espone molte specie a rischi particolari. Alcuni spettacolari migratori sono già scomparsi: la colomba migratrice (Ectopistes migratorius), ad esempio, si muoveva in stormi così densi da oscurare il cielo, larghi oltre 1,5 km e lunghi fino a 500 km, impiegando giorni per passare. Oggi è estinta.
La caccia lungo le rotte migratorie rappresenta una minaccia per diverse specie. Le popolazioni di gru siberiana (Leucogeranus leucogeranus) che svernavano in India sono drasticamente diminuite a causa della caccia in Afghanistan e in Asia centrale. L'ultimo avvistamento in India, nella loro tradizionale area di svernamento nel Keoladeo National Park, risale al 2002. Anche le infrastrutture costruite dall'uomo, come linee elettriche, impianti eolici e piattaforme petrolifere offshore, hanno effetti negativi documentati sugli uccelli migratori. Altri pericoli lungo le rotte includono inquinamento, tempeste, incendi e la distruzione degli habitat, in particolare nei punti di sosta, dove gli uccelli devono nutrirsi e riposare. Lungo la East Asian-Australasian Flyway, ad esempio, fino al 65% degli habitat intertidali essenziali del Mar Giallo è stato distrutto dal 1950 a oggi.
I siti di sosta tra aree di nidificazione e svernamento sono di fondamentale importanza. Tuttavia, studi di cattura-ricattura su passeriformi hanno mostrato che, pur essendo fedeli alle aree di riproduzione e svernamento, questi uccelli non sempre mostrano lo stesso legame con i siti di sosta intermedi. Purtroppo, molti di questi habitat sono stati distrutti o ridotti drasticamente dall'espansione agricola, aumentando il rischio di estinzione, specie in un contesto di cambiamento climatico.
All'opposto, un effetto moderno potenzialmente positivo è rappresentato dalla cosiddetta migrazione assistita dalle navi: gli uccelli possono trovare riposo in mare aperto appoggiandosi alle imbarcazioni, utilizzandole come «isole temporanee» durante le traversate oceaniche.

### Conservazione dei siti di sosta
Un esempio emblematico viene dalla Central Valley della California, un tempo uno dei principali siti di sosta lungo la Pacific Flyway, oggi fortemente convertita in area agricola. Circa il 90% degli uccelli limicoli del Nord America utilizza questa rotta, e la distruzione dei punti di sosta ha avuto effetti gravi sulle popolazioni, impedendo loro di alimentarsi e riposarsi adeguatamente, mettendo a rischio il completamento della migrazione. Per rispondere a questo problema, negli Stati Uniti si è sviluppata una collaborazione tra ambientalisti e agricoltori. Durante l'inverno, molti agricoltori hanno iniziato a inondare temporaneamente i campi, creando zone umide artificiali per fornire agli uccelli habitat idonei per la sosta. Il riso, coltura principale nella regione, gioca un ruolo chiave: le risaie allagate offrono rifugio e risorse a oltre 169 specie aviarie. In California, una modifica legislativa ha proibito ai coltivatori di bruciare la paglia del riso in eccesso; al suo posto, ora si inondano i campi in inverno. Pratiche simili si stanno diffondendo anche altrove, in particolare nella Mississippi Alluvial Valley, un'altra area agricola strategica per le rotte migratorie.
Questi ambienti temporanei forniscono detriti vegetali che alimentano insetti e invertebrati, risorse primarie per gli uccelli. Gli stessi uccelli, alimentandosi, contribuiscono alla decomposizione della materia vegetale, e i loro escrementi fertilizzano il terreno, riducendo il bisogno di fertilizzanti chimici di almeno il 13%. Studi recenti hanno evidenziato che queste zone umide temporanee hanno avuto un impatto molto positivo su varie specie, come l'oca lombardella (Anser albifrons) e diversi trampolieri. Inoltre, la loro natura artificiale riduce il rischio di predazione. Questa pratica comporta costi molto contenuti per gli agricoltori e rappresenta un modello virtuoso di conservazione basata su benefici reciproci. Gli esperti ritengono che approcci collaborativi di questo tipo siano fondamentali per il futuro della conservazione della fauna selvatica. Gli incentivi economici risultano decisivi per aumentare il numero di partecipanti. Tuttavia, un'eccessiva concentrazione di uccelli in uno stesso sito può provocare effetti negativi, come il degrado della qualità dell'acqua a causa dell'accumulo di deiezioni e la possibile eutrofizzazione. Una più ampia diffusione di queste pratiche permetterebbe agli uccelli migratori di distribuirsi su un maggior numero di siti, riducendo i rischi associati all'aggregazione. Utilizzare questi habitat artificiali in prossimità di zone umide naturali ne potenzierebbe ulteriormente l'efficacia ecologica.